# 静岡市立井川小中学校
静岡市立井川小中学校（しずおかしりつ いかわしょうちゅうがっこう）は、静岡県静岡市葵区に所在する公立小中一貫校。
2016年4月7日に静岡市立井川小学校と静岡市立井川中学校を統合し中学校校舎に施設一体型小中一貫校として開校。静岡市立で初の小中一貫校となった。

## 沿革
- 1947年 - 井川村立井川中学校として開校
- 1949年 - 校章制定
- 1950年 - 井川村井川15-乙に校舎が完成し移転
- 1957年 - 上記校地が井川ダム建設に伴い水没することになったため、現在地に校舎が建設され移転
- 1957年 - 校歌制定
- 1968年 - 体育館完成
- 1969年 - 静岡市立井川中学校に改称
- 1972年 - プール完成
- 1991年 - 新校舎完成
- 2016年4月7日 - 静岡市立井川小学校と静岡市立井川中学校を統合し開校[1][3]。

## 通学区域
葵区
- 井川
- 岩崎
- 田代
- 上坂本
- 小河内

## アクセス
- 大井川鐵道井川線井川駅から車で約15分

## その他
- 「井川小中学校みどりの少年団」があり、緑化活動を行っている。